# Rodrigues-Star
Der Rodrigues-Star (Necropsar rodericanus) ist eine ausgestorbene Vogelart von der Maskarenen-Insel Rodrigues, von deren Existenz lediglich ein alter Reisebericht sowie einige subfossile Knochen zeugen.
In einem Reisebericht aus dem Jahre 1726 beschrieb ein französischer Seemann namens Julien Tafforet eine bis dahin unbekannte Vogelart mit den folgenden Worten: „Sein Vorkommen war auf die Insel Ilet au Mát (eine kleine Insel, die in Küstennähe zu Rodrigues liegt) beschränkt. Er soll die Größe einer Amsel erreicht haben, hatte ein vorwiegend weißes Gefieder, einen dunklen Schwanz, dunkle Flügel, gelbe Beine und einen gelben Schnabel. Seine Nahrung soll aus Schildkröteneiern bestanden haben.“ Vermutlich war die Art zu diesem Zeitpunkt bereits im Aussterben begriffen und überlebte nur noch auf den vorgelagerten Inseln, auf die noch keine Ratten gelangt waren. Sie wurde später nie wieder gesehen.
Im Jahre 1874 fand Henry Horrocks Slater subfossile Knochen auf Rodrigues, die als Grundlage für die wissenschaftliche Erstbeschreibung durch Albert Günther und Alfred Newton im Jahre 1879 dienten. Günther und Newton hielten den Rodrigues-Star für einen engen Verwandten des Hopfstars (Fregilupus varius) und stellten ihn in die neu geschaffene Gattung Necropsar.
Anhand eines einzelnen Balgs aus dem World Museum Liverpool beschrieb Henry Ogg Forbes im Jahr 1898 eine vermeintliche zweite Art der Gattung unter dem Namen Necropsar leguati, zu der der holländische Vogelmaler John Gerrard Keulemans eine Illustration anfertigte. Dieses Exemplar war 1850 von Edward Smith Stanley, 13. Earl of Derby von Jules Verreaux erworben worden und befand sich seitdem im Liverpool Museum. Im April 2000 fand man jedoch anhand von DNA-Analysen heraus, dass dieser Balg eindeutig einem albinotischen Exemplar der in der Karibik beheimateten Grauzitterdrossel (Cinclocerthia gutturalis) zuzuordnen ist. Weitere Untersuchungen des amerikanischen Paläontologen Storrs Lovejoy Olson und seiner Kollegen bestätigten dies und führten den Irrtum auf eine falsche Etikettierung durch Verreaux zurück. Die angebliche Existenz einer zweiten Starenart auf Rodrigues gilt damit als widerlegt.